# 五角化多面體
在幾何學中，五角化多面體是指在一多面體之五邊形面疊上五角錐的多面體，稱為五角化多面體，例如五角化十二面體、五角化扭棱十二面體、五角化截半二十面體等。
| 五角化十二面體 | 五角化扭棱十二面體 | 五角化截半二十面體 |

## 五角化鑲嵌圖
五角化鑲嵌圖是指一個鑲嵌圖是由同一種五邊形所排列而成，且沒有空隙和重疊，但未必要是正五邊形、等邊或等角。
五角化鑲嵌圖有三種:開羅五邊形鑲嵌、花形五邊形鑲嵌和柱形五邊形鑲嵌
| 開羅五邊形鑲嵌 | 花形五邊形鑲嵌 | 柱形五邊形鑲嵌 |